# Lucio Junio Silano Torcuato
Lucio Junio Silano Torcuato  (m. 65) fue un noble romano del siglo I, que tuvo su vida marcada por ser descendiente del emperador Augusto.

## Familia
Era miembro de una familia de la Antigua Roma, los Junios Silanos, donde Silano era un cognomen de una rama de la gens Junia. Hijo de Marco Junio Silano Torcuato, cónsul del año 46, se desconoce el nombre de su madre. 

## Carrera pública
Después del asesinato de su padre por Nerón en el 54, para asegurarse la sucesión y evitar que vengara la muerte de su tío Lucio Junio Silano, fue criado por su tía paterna Junia Lépida y su esposo Cayo Casio Longino.
En el año 60 ocupó el cargo de salius Palatinus, un sacerdocio muy respetado que se remontaba a los primeros días del asentamiento de Roma en el Monte Palatino. Cayo Calpurnio Pisón le temía como posible candidato al trono en caso de la destitución del emperador Nerón, que había planeado en el 65. En ese mismo año, Nerón tomó medidas contra Silano por supuesta traición. Según la acusación, Silano había preparado su hogar según el modelo de la corte imperial, por lo que estaba jugando a futuro regente, una acusación obviamente ficticia, porque Silano ya estaba advertido por la caída en desgracia de su tío Décimo Junio Silano Torcuato en el verano del 64. Durante el juicio, los testigos fueron presentados ante el Senado romano, acusando a tía Lépida de ceremonias mágicas y de incesto, cometido con él.
Fue expulsado de la vida pública por el emperador después de que alcanzase el llevar la toga viril. El Senado desterró a Silano, primeramente se pensó en Naxos y se le llevó a Ostia, pero finalmente, fue internado en Barium (Apulia), donde soportó su inmerecida suerte con estoica calma. Cuando un centurión encargado por Nerón para asesinarlo le aconsejó que muriera voluntariamente, Silano respondió que estaba listo para morir, pero que no quería relevar al verdugo de su gloriosa tarea. Sin armas, defendió su vida contra los soldados que le acompañaba, hasta que con heridas en el pecho, cayó mortalmente bajo la mano del centurión.